# Marco Cornelio Cetego
Marco Cornelio Cetego  fue un político y cónsul de la República romana y censor durante la segunda guerra púnica. Es conocido principalmente por ser un aliado político de Escipión el Africano.

## Carrera política
Fue elegido edil curul en 213 a. C., aparentemente por la influencia de su joven aliado político, Escipión el Africano, que fue su colega en la edilidad, aunque Escipión no tenía la edad adecuada para ser elegido (la edad ideal para obtener el cargo era la mitad de la treintena).
En 211 a. C., obtuvo el cargo de pretor y el gobierno de Apulia, después fue enviado a Sicilia, donde demostró ser un soberbio administrador. En 209 a. C., antes de obtener el consulado, fue elegido censor junto a Publio Sempronio Tuditano. Durante su censura, Cetego y su colega estuvieron en desacuerdo en relación con qué senador debía ser elegido princeps senatus, Tuditano apoyó el nombramiento de Quinto Fabio Máximo Verruscoso Cunctator, mientras que Cetego apoyó el nombramiento del ilustre censor, Tito Manlio Torcuato.
En 204 a. C. fue elegido cónsul, posiblemente con ayuda de su aliado político Escipión el Africano, con Publio Sempronio Tuditano como colega. En 203 a. C. obtuvo el gobierno proconsular de la Galia Cisalpina, donde, en colaboración con el pretor Publio Quintilio Varo, venció en una dura batalla a Magón Barca, el hermano de Aníbal y lo obligó a abandonar Italia.

## Pontífice y orador
Cetego obtuvo el cargo de pontifex maximus, y a su muerte en 196 a. C., es mencionado por Livio en relación con el disputado nombramiento de la plaza vacante que dejó Cetego. Tuvo una gran reputación como orador, y según Enio era la quintaesencia de la persuasión (suadae medulla). Horacio lo nombra como una autoridad de la retórica latina.